# Institución Libre de Enseñanza
La Institución Libre de Enseñanza (ILE), literalment en català Institució Lliure d'Ensenyament, va ser un projecte pedagògic creat el 1876 per Francisco Giner de los Ríos, a través del qual es va crear el primer centre educatiu a Espanya al marge de l'Estat i de l'Església, que va perdurar fins al 1936. En primer lloc, aquest projecte es va dedicar a l'ensenyament universitari i més tard es va estendre a l'educació primària i secundària.
Més tard, es van incorporar al projecte els cofundadors de la ILE, com és l'exemple de Gumersindo de Azcárate, Nicolás Salmerón i Julián Sanz del Río, que van partir de les idees del krausisme, moviment que va tenir especial influència a l'Espanya dels finals del segle xix, liderat per Karl Christian Friedrich Krause.
Anys després, es va crear el Boletín de la Institución Libre de Enseñanza (BILE), on van col·laborar pedagogs i filòsofs com: Maria Montessori, John Dewey, Antonio Machado, Miguel de Unamuno, Emilia Pardo Bazán, entre d'altres.
Després de la mort de Francisco Giner de los Ríos en 1915, es va crear la fundació que duu el seu nom amb l'objectiu de vetllar pel patrimoni de la institució i continuar la seva tasca educadora.

## Història
La Institución Libre de Enseñanza va ser fundada l'any 1876 per diversos catedràtics i auxiliars, separats de les seves classes en conseqüència de la seva protesta contra els decrets d'Instrucció pública del 1875. El projecte havia de ser una organització independent de l'acció de l'Estat, ja que els mateixos fundadors estaven en desacord amb els principis del govern del moment. Durant els seus anys d'existència, la institució va mantenir el seu principal objectiu basat en el projecte de regeneració moral, l'intent de crear un "home nou" segons la filosofia krausista, capaç d'enfrontar-se a la situació moral del país, de superar-la i potenciar un nou model individual i col·lectiu més racional, ètic i humà.
La Institución Libre de Enseñanza sorgeix a Espanya dins d'un marc històric on es poden distingir dues etapes: la primera, de llarga duració, pertany a la creació de la Institució i explica la seva aparició, i conclou amb la Restauració i la fundació del Col·legi Internacional per part dels krausistes, que es considera un experiment educatiu previ a la ILE. La segona etapa fa referència al període de la seva existència real la qual finalitza amb la Segona República. La nació estava vivint una sèrie de circumstàncies molt diverses que es manifestaven provocant múltiples agitacions que afectaven no només a la vida social del país sinó també a la vida política i eclesiàstica. Això provocava canvis en l'ambient anticlerical i antireligiós, contínues lluites entre els partits pel poder, l'aparició del sindicalisme i el socialisme, la contestació i la rèplica per part dels krausistes a les propostes d'organització política. Aquests esdeveniments històrics van tenir importants repercussions en els àmbits de l'ensenyança i l'educació afectant així a la implantació de nous currículums i a la reforma dels diversos trams del sistema educatiu. A finals del segle xix hi havia greus problemes econòmics i socials a Espanya: pobresa dels camperols, indústria raquítica i una massa obrera amb salaris molt baixos. Aquestes circumstàncies condueixen a la creació d'una situació de desolació i desastre que pretén contrarestar-se amb l'objectiu regeneracionista del qual la Institución Libre de Enseñanza participava tant en la seva doctrina com en la seva obra pedagògica. El segle XX no va presentar grans diferències amb els esdeveniments de finals del segle xix. El país se situava en la Setmana Tràgica de Catalunya (1909), la Primera Guerra Europea, inestabilitat política i canvi continu de governs. El marc social corresponent a aquest període històric en què va néixer i actuar la Institución Libre de Enseñanza, ajuda a comprendre amb major exactitud no només les causes de la seva creació i actuació sinó el seu pensament pedagògic i la seva obra educativa. La vida social del segle xix es caracteritza a tot Europa pel progrés industrial i per l'augment del benestar general, i amb això la pujada del nivell de vida. A Espanya, però, es va donar més tard i en menor proporció. A partir del segle xx va ser un país eminentment camperol. Les formes d'ensenyar i educar estaven en concordança amb la situació econòmica i social, i la preparació científica i didàctica dels mestres i professors.

## Fundador
Francisco Giner de los Ríos va néixer a Ronda (Màlaga), el 10 d'octubre del 1839, i va morir el 17 de febrer del 1915. Va ser un pedagog i filòsof espanyol de gran influència que va realitzar l'ensenyança secundària a Cadis i a Alacant, i va cursar estudis de filosofia a la Universitat de Barcelona i de dret a la de Granada.
El 1863 va arribar a Madrid on va conèixer a Julián Sanz del Río, Azcárate i altres figures relacionades amb el krausisme. L'any 1866 va obtenir la càtedra de Filosofia del Dret a la Universitat de Madrid però un any més tard va ser inhabilitat d'aquesta càtedra per les seves idees progressistes. Després l'any 1868 la va recuperar i arran de la mort de Sanz del Río va començar a liderar el moviment krausista a Espanya. La decepció que li va provocar el fracàs de la Revolució setembrina li fa involucrar-se en la formació de la joventut.
En conseqüència de la caiguda de la República el 1875 va ser desterrat a Cadis. Posteriorment, el 1876 va retornar a Madrid on va posar en pràctica el seu projecte educatiu amb l'ajuda d'un grup de professors represaliats entre els quals trobem: Gumersindo de Azcárate, Nicolás Salmerón, Teodoro Sainz Rueda, Joaquín Costa, Hermenegildo Giner de los Rios, Federico Rubio i Augusto González de Linares. José Castillejo va ser el braç executor de les idees institucionalistes de Francisco Giner de los Ríos, que va ser el seu mestre. Giner va tenir molta sort al trobar-lo, ja que va ser un col·laborador incomparable i la persona que porta a terme molts dels seus projectes educacionals, i com a conseqüència, José Castillejo serà l'home clau en l'última etapa de la Institución Libre de Enseñanza.
El director de la institució va escriure diverses obres: Principios de derecho natural (1875), Estudios jurídicos y políticos (1875), Estudios de literatura y arte (1876), Estudios filosóficos y religiosos (1876), Estudios sobre educación (1886), Educación y Enseñanza (1889), Resumen de filosofía del derecho (1898), La Persona social (1899), Estudios de filosofía y sociología (1904).

### Fundación Francisco Giner de los Ríos
Arran de la mort del principal fundador de la Institució l'any 1915, es va crear la Fundación Francisco Giner de los Ríos el 14 de juny del 1916, amb l'objectiu de vetllar pels béns de la ILE i de prosseguir amb la tasca que va començar Francisco Giner de los Ríos. Aquesta fundació va perdurar fins al 1936, publicant les obres completes de Giner. A causa de la Guerra Civil espanyola, hi va haver un parèntesi en les activitats de la fundació, ja que els van confiscar el material i patrimoni.
La recuperació de la Fundació es va portar a terme després de la mort de Francisco Franco. Va ser Manolo Pedregal l'encarregat de promoure aquesta recuperació, efectuada a partir del 20 de juny del 1977, aconseguint així recobrar els béns de la Institució.
El seu patronat va posar en marxa l'any 2003 la rehabilitació i l'ampliació de la seva històrica seu amb el fi de salvar el recinte i adequar-lo a les necessitats actuals i als projectes futurs. Aquest procés va finalitzar l'estiu del 2014, obrint una nova etapa per la fundació.
La Fundació Francisco Giner de los Ríos, avui en dia encara conserva i difon la tasca realitzada per la Institución Libre de Enseñanza, donant així un impuls a la modernització educativa i cultural d'Espanya.

## Principis pedagògics
L'ideal educatiu de la doctrina pedagògica de la ILE és “fer homes” pel camí d'una vertadera regeneració interior. L'home ha d'ajustar la seva vida al seu destí, fent-lo solidari del món i de la naturalesa, i així aconseguir una finalitat ètica per formar la intel·ligència, una finalitat patriòtica per curar els vicis hispànics com l'egoisme o l'apatia i una finalitat social per aconseguir una harmonia social com a meta d'una educació personal, centrada en la tolerància i la comprensió. L'educació ha de fer més digne a l'home, més conscient del seu destí atenent sempre a la intel·ligència. Quant a l'actuació docent, la intuïció, l'activitat i l'espontaneïtat són els eixos metodològics propugnats per la Institució. Una de les innovacions va ser la implantació de la coeducació, com a mitjà per elevar el nivell femení: "La inferioridad positiva de la mujer no desaparecerá hasta que se le eduque no sólo como al hombre, sino con el hombre.”
Els principis pedagògics de la Institución Libre de Enseñanza es basaven a educar els alumnes proposant així sembrar en la joventut amb absoluta llibertat l'elaboració de les seves normes de vida. Pretenien captar l'interès dels alumnes cap a una àmplia cultura general, de múltiples orientació per fer possible una educació professional d'acord amb les seves actituds i vocacions, però sobretot persones capaces d'adquirir un ideal i de governar la seva vida.
A més, la coeducació és un principi primordial de l'educació, evitant desigualtat entre sexes i classes socials. Utilitzaven els llibres de manera autodidàctica, és a dir, decidint ells mateixos què i com ho volien aprendre. Per tant, la funció del professor consistia a mantenir viu l'interès dels nens i nenes i motivar els seus pensaments, aportant punts de vista diferents i ensenyant-los a raonar. Era indispensable la cooperació de les famílies per l'eficàcia de l'acció entre família i escola. L'ensenyança no es basava en els càstigs, sinó en la idea de corregir i millorar la conducta.
Cal destacar que la influència teòrica ve donada pels pedagogs Johann Heinrich Pestalozzi i Friedrich Wilhelm August Fröbel. En definitiva, la institució es basava en mètodes intuïtius, realitats en comptes d'abstraccions, objectes en comptes de paraules, diàlegs crítics, transformant l'aula en un taller on el mestre és un director i els alumnes una família.

## Residencia de Estudiantes
L'exili espanyol el 1936 va ser un dels capítols més traumàtics de la història espanyola. Milers d'intel·lectuals es van veure obligats a abandonar Espanya, on van ser perseguits, sentenciats i maleïts per la dictadura franquista. La Residencia de Estudiantes ha estat la institució més representativa de la modernització espanyola abans de la Guerra Civil, i molts dels intel·lectuals espanyols més importants que havien d'exiliar-se eren a prop de la Residencia. Per aquest motiu, es pot intentar comprendre la contribució espanyola de l'exili al desenvolupament cultural d'altres països i els increïbles residus per a Espanya.
D'aquesta manera, la Residencia de Estudiantes va ser el primer centre cultural a Espanya i es va fundar l'1 d'octubre de 1910 per la Junta per Ampliació d'Estudis la qual estava presidida per Santiago Ramón y Cajal. La Junta es definia com un laboratori d'idees per la reforma de la societat espanyola en què José Castillejo, el seu gran gestor, va portar a la pràctica el projecte dissenyat per Francisco Giner de los Ríos i els seus col·laboradors en la Institución Libre de Enseñanza. Es va crear amb la finalitat de la formació integral de les persones, des del laïcisme i amb l'esperit i les idees renovadores de la Institución Libre de Enseñanza. El seu director va ser Alberto Jiménez Fraud que va fer de la Residencia una casa oberta a la creació, al pensament i al diàleg. A més, deia que l'esperit d'aquesta responia a l'esforç per transmetre la millor tradició espanyola d'educació liberal, i sempre va pensar a formar homes en el laïcisme i la tolerància. A la Residencia es va forjar l'esplendor de la coneguda Edad de Plata de la cultura espanyola que van ser dècades d'una modernització molt ràpida després d'un segle xix bastant lent en el seu canvi. Per tant, va ser una proposta per complementar l'ensenyament universitari a través de la creació d'un ambient intel·lectual i de convivència adequat pels estudiants. Les principals característiques van ser propiciar un diàleg permanent entre les ciències i les arts, i actuar com a centre de recepció de les Avantguardes Internacionals. Això va fer de la Residencia de Estudiantes un focus de difusió de la modernitat a Espanya, i d'entre els residents van sorgir moltes figures destacades a la cultura espanyola del segle XX com per exemple el poeta Federico García Lorca.
La Residencia, a partir de 1936, va estar interrompuda uns 50 anys aproximadament pel període de guerra però avui en dia ha tornat a ser un lloc com ho va ser a la seva època, un lloc de prospecció intel·lectual i de futur. Des de la seva fundació s'ha concebut com un lloc de trobada i diàleg internacional entorn de la ciència i l'educació com un espai vinculat a la innovació i creativitat.
Actualment, segueix viva i treballant en la publicació de poetes o investigadors. Sota les seves parets, els becaris cultiven coneixements i treballen totes les àrees del pensament, seguint la màxima figura del director Alberto Jiménez Fraud. També s'involucra per recuperar la memòria intel·lectual d'aquells anys irrepetibles i tornar a ser un espai de debat en la ciència, les arts i el coneixement.

## Boletín de la Institución Libre de Enseñanza(BILE)

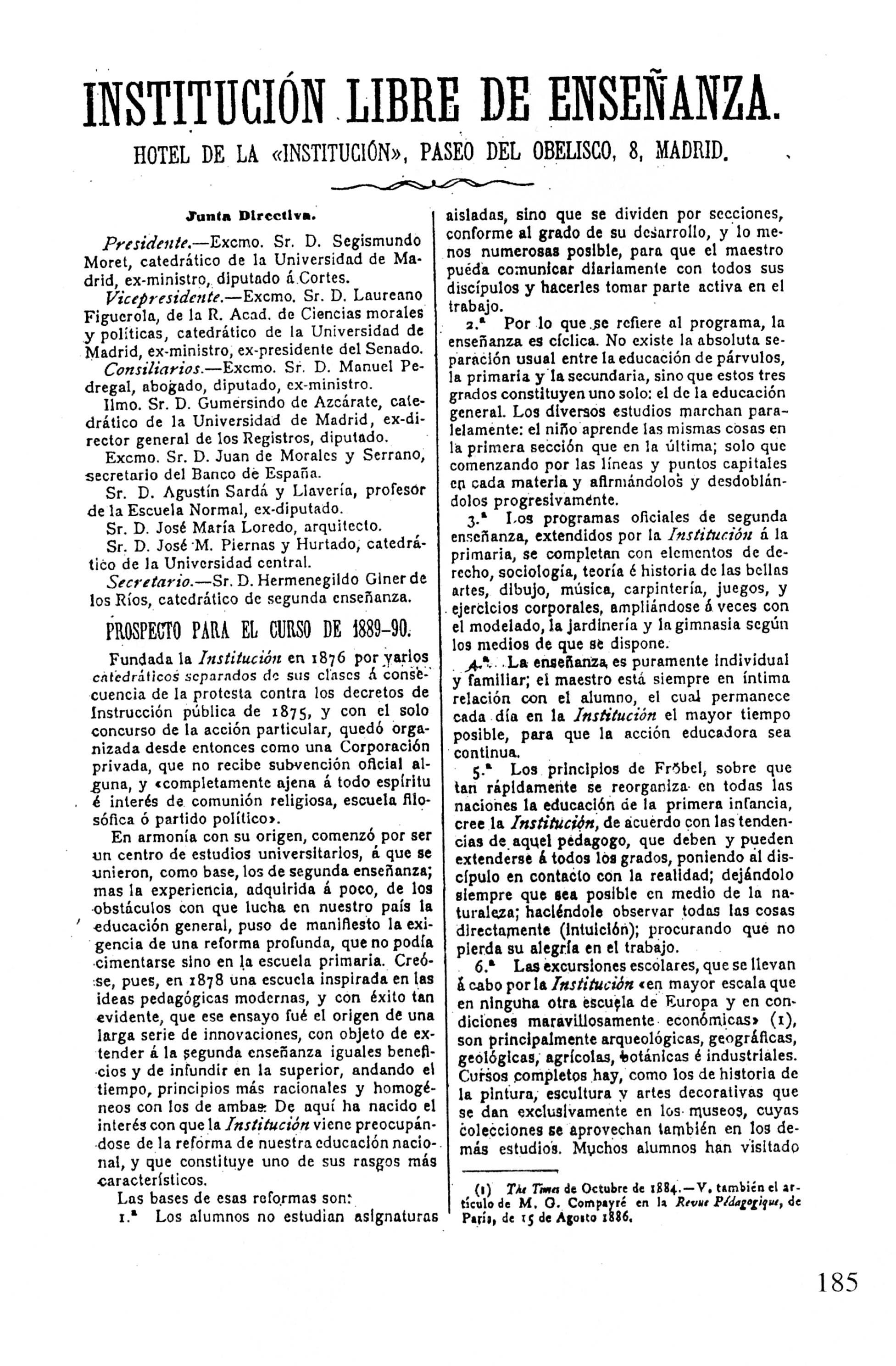
Anunci de la Junta Directiva de l'ILE per al curs 1889-1890

El Boletín de la Institución Libre de Enseñanza es va començar a publicar per primer cop el 7 de marc de 1877, quatre mesos després de la fundació de la Institución Libre de Enseñanza. El BILE informava sobre la marxa del centre i responia a la necessitat d'una publicació econòmica on es donés a conèixer el moviment contemporani. Per altra banda tractava temes relacionats amb la societat, l'educació, la política, l'economia, les ciències i les arts, i es va configurar com una revista de Vanguardia, que va introduir al país noves idees pedagògiques i científiques.
Des del primer número, el BILE va ser una de les revistes espanyoles que proporcionava més informació sobre avanços de les ciències experimentals, socials i pedagògiques, a més a més repassava els temes de les principals publicacions europees i americanes incloent així autors estrangers. És per això que el Boletín es va configurar com una font de primer ordre per tenir coneixement de tot el que passava arreu del món. Amb el seu caràcter cosmopolita i multidisciplinari es va convertir en una referència en el món editorial espanyol.
A partir del 1889, la revista va quedar dividida en tres seccions permanents: Pedagogia, dedicada a l'ensenyança, l'Enciclopèdia, relacionada amb les ciències, les arts, la filosofia, la història, l'arqueologia i altres disciplines, i per acabar, Institució, que tractava temes relacionats amb la vida de la mateixa ILE. A causa de la Guerra Civil, el Boletín va quedar interromput i el desembre de 1936 va publicar el seu últim número. Entre 1961 i 1970, coneguts com els anys d'exili, es va publicar un número editat per la Corporación de Antiguos Alumnos de la Institución Libre de Enseñanza a Mèxic. En aquell temps el BILE era obligat a mantenir-se en silenci.
Anys després, en el període de transició a la democràcia es va legalitzar la Fundación Francisco Giner de los Ríos, tot i que la recuperació total d'aquesta no va ser efectiva fins a l'any 1987, on al capdavant hi havia Antonio Jiménez-Landi. Tres anys més tard de la recuperació definitiva del BILE, la direcció va tornar a canviar. En aquell moment va passar a mans de Juan Marichal. En l'actualitat el BILE s'ha regularitzat i té interès en els problemes actuals de l'educació.

### Membres delBILE
A la revista van col·laborar molts pedagogs, investigadors, filòsofs i literaris: Bertrand Russell, Henri Bergson, Charles Darwin, John Dewey, Santiago Ramón y Cajal, Miguel de Unamuno, María Montessori, León Tolstoi, H. G. Wells, Rabindranath Tagore, Juan Ramón Jiménez, Gabriela Mistral, Benito Pérez Galdós, Emilia Pardo Bazán, Azorín, Eugenio d'Ors o Ramón Pérez de Ayala. Alguns d'ells estaven íntimament vinculats amb la Institució, com Julián Sanz del Río, Antonio Machado y Álvarez, Antonio Machado i el seu germà Manuel Machado, Julio Rey Pastor, Lluís Simarro, Nicolás Achúcarro, Francisco Barnés Salinas o Alice Pestana.

#### Generació del 98
Els ideals de Francisco Giner de los Ríos i els de la Generació del 98 són molt diferents, però ambdós comparteixen una reflexió: el disgust i la preocupació per la situació de crisi espanyola. D'acord amb aquesta reflexió trobem una altra distinció. Giner de los Ríos es manifesta des de l'optimisme, en canvi, els escriptors del 98 tendeixen a un anarquisme considerat inútil en aquella època. Tot i les diferències entre els pensaments comparteixen un fonament molt important en les seves futures obres: les idees krausistes.
Cal destacar dins de la Generació del 98 els següents autors en relació amb el fundador de la Institució: Miguel de Unamuno, Antonio Machado, Azorín i Pío Baroja.
Unamuno va ser influït per Francisco Giner de los Ríos des que va començar a estudiar a la Universitat de Madrid l'any 1880. Antonio Machado, en canvi, es va educar a la Institució des de nen. Azorín no va ser mai alumne de la Insitución Libre de Enseñanza però el seu interès per aquesta i pel seu director, li va arribar pel magisteri i per personatges destacats del krausisme. Segons Azorín, l'esperit de la Institució Lliure i de Francisco Giner de los Ríos va determinar el grup d'escriptors del 1898. Aquest esperit va suscitar l'amor a la naturalesa, al paisatge i a les tradicions espanyoles.
En conclusió, els autors del 98 compartien amb Giner de los Ríos la necessitat de modernitzar-se.

#### Generació del 27
Els trets que la Institución Libre de Enseñanza va aportar a la decadent Espanya de finals del segle xix, que veia com l'Imperi s'esgotava inexorablement fins al seu final definitiu el 1898, va ser fonamental per conformar el sentit dels futurs membres de la Generació del 27. Aquesta està formada per un grup d'escriptors com Pedro Salinas, Jorge Guillén, Gerardo Diego, Dámaso Alonso, Vicente Aleixandre, Federico García Lorca, Luis Cernuda i Rafael Alberti.
Aquesta generació pertanyia a l'alta burgesia, per tant, va rebre una formació intel·lectual universitària, la gran majoria a la Residència d'Estudiants situada a Madrid, i una gran varietat d'estils literaris. Tots volen renovar el seu llenguatge poètic per buscar la perfecció conceptual i formal, i prenent a Luis de Góngora com a model, els seus objectius se centren en l'adequació de la llengua i en el rebuig als sentiments.

#### Membres internacionals
La Institución Libre de Enseñanza va ser una porta d'entrada pel pensament d'algunes de les ments més destacades del panorama internacional com Charles Darwin, John Dewey, María Montessori, León Tolstoi o H.G.Wells.

##### John Dewey
Dewey va ser el primer que va plantejar la necessitat d'una reforma en l'educació i ho va fer com a filòsof, i és un dels tres grans filòsofs americans coneguts com a filòsofs pragmàtics. En el seu laboratori volia comprovar una cosa: la unitat del coneixement i la vinculació del coneixement amb l'acció. Tan sols es pot entendre la profunditat de les seves propostes, si es comprenen que es basen en una concepció filosòfica global. Les experiències que s'han fet amb el seu nom resulten sovint decebedores perquè tothom pensa que es tracten tan sols d'un mètode pedagògic, sense tenir en compte que es recolza en una concepció global del saber. Segons Dewey, la intel·ligència, la raó o la ment no són el lloc on es dipositen les idees. Tot i que en el nostre llenguatge la intel·ligència, la ment, la raó o el pensament són substantius, en realitat són adjectius o adverbis: una qualitat de la conducta, una manera de fer.
Fa més de 100 anys, Dewey afirmà que 'educar no és ensinistrar, que la transmissió de coneixements no és comunicació i que els professors no tan sols han de conèixer la seva matèria sinó també els seus alumnes'. La seva proposta ensenya que una bona escola no és aquella que té instal·lacions magnífiques sinó professors excel·lents.
Pel que fa a l'escola i la societat, Dewey es va dirigir als dos problemes de la forma d'integrar les activitats pràctiques de cooperació amb les matèries acadèmiques i com connectar les matèries i els mètodes d'aprenentatge dels tres 'nivells' educatius per donar continuïtat al llarg del pla d'estudis i entre aquesta i fora de l'escola experiència. L'escola i la societat, un dels més coneguts dels primers escrits d'educació de Dewey, va argumentar que l'èxit de la 'nova educació' era 'inevitable', perquè era 'part integrant de tota l'evolució social'. Dewey va assenyalar que les oportunitats de nens prèviament posseïts per l'aprenentatge pràctic en la producció de casa i el veïnat s'havien eliminat una vegada que la producció es va traslladar a les fàbriques urbanes. La concepció de l'experiència d'aprenentatge basat en la pràctica de Dewey per formar hàbits de consulta i cooperació assegurant la vida democràtica era una síntesi magistral de la 'nova educació', i l'Escola i Societat va esdevenir una inspiració educativa als educadors clàssics. La situació de l'educació, per contra, ha rebut poca atenció, ja que el to és menys optimista. Segons Dewey, la 'nova educació' ha ensopegat amb obstacles imprevistos, ja que no és una 'part orgànica' del 'conjunt educatiu'.

##### Maria Montessori
Maria Montessori va ser metgessa, psiquiatra, experta de psicologia experimental, pedagoga, política, feminista, teòsofa, laica i catòlica. Va sintetitzar, de cada una d'aquestes personalitats "amagades" i en certa manera contraposades, elements que trobem en les seves aplicacions pedagògiques i en el seu mètode, conegut com el Mètode Montessori.
En les primeres dècades del segle xx, Maria Montessori es va convertir internacionalment en la icona de la nova pedagogia progressista i liberal que proposava una educació "a mesura del nen". És considerada la primera dona llicenciada en medicina en Itàlia. Va treballar en finalitzar la seva carrera com ajudant en l'hospital de San Giovanni, amb dones i nens. En 1897 va treballar com ajudant amb els anomenats “nens idiotes” en la clínica psiquiàtrica de la Universitat de Roma. Ella creia que aquells nens no eren inútils i defensava la tesi que les seves ments no havien estat estimulades. Aquesta pedagogia montessoriana consisteix en una ciència que afavoreix el desenvolupament del nen mitjançant pràctiques educatives no intrusives. Per això, es va inaugurar la primera Casa dei Bambini (Casa dels Nens) el 6 de gener de 1907. Maria Montessori va acollir al voltant de cinquanta nens que pràcticament eren nens del carrer. En pocs mesos es van transformar en nens tranquils, ordenats, desperts, amb ganes d'aprendre i viure. En aquest projecte, la van ajudar Anna Macheronni, una amiga seva, i Candida Nuccitelli, una de les seves primeres deixebles. Per portar a terme la seva pedagogia, va elaborar un ambient harmònic, amb activitats senzilles com saludar, rentar-se les mans, o escoltar una història, i no hi havia recompenses ni càstigs. En observar als nens va descobrir el sentit de la disciplina, de l'ordre, de l'aprenentatge i del silenci que s'acompanyava de la repetició d'alguns exercicis. Va inventar un material sensorial perquè el nen pogués aprendre tocant, escoltant i movent. També, va detectar els anomenats períodes sensibles en què l'aprenentatge es facilita si s'ajuda al nen de manera correcta. Més endavant, va fundar noves Cases dels Nens per tots els continents (Europa, Àsia, Àfrica, Amèrica i Oceania). L'any 1909 va publicar el mètode de la pedagogia científica aplicada a l'educació del nen i de la Casa dels Nens, on s'especifica el seu mètode. Va formar professors i va donar conferències, i en 1913, Roma va inaugurar el primer Curs internacional de formació del seu mètode pedagògic.
El Mètode Montessori fomenta l'autoajuda i la independència, per tant, és un ambient d'ajuda. Se li dona importància al desenvolupament del llenguatge mitjançant un enfocament individual i es fomenta la normalització des del principi a través de l'educació sensorial que desenvolupa l'aprenentatge multisensorial i la percepció. A més, s'adquireix els conceptes del bé i del mal per obtenir una disciplina activa de manera que es promou l'autoeducació. Aquest mètode pedagògic segueix sent vigent en l'actualitat.